# Philipp zu Hohenlohe-Schillingsfürst

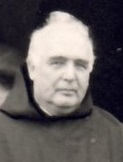
Philipp zu Hohenlohe-Schillingsfürst (P. Konstantin OSB)

Prinz Philipp zu Hohenlohe-Schillingsfürst (Pater Konstantin OSB) (* 14. Dezember 1864 in Wien; † 27. Juli 1942 ebenda) war ein österreichischer Ordenspriester (Benediktiner) und Universitätsprofessor für Kirchenrecht.

## Herkunft
Philipp zu Hohenlohe-Schillingsfürst stammte aus der seit 1153 urkundlich bekannten fränkischen Familie Hohenlohe, die bis 1806 reichsunmittelbar gewesen war. Er war der Sohn von Fürst Konstantin zu Hohenlohe-Schillingsfürst und Marie zu Hohenlohe-Schillingsfürst, geborene Sayn-Wittgenstein, Neffe des deutschen Reichskanzlers Chlodwig zu Hohenlohe-Schillingsfürst und Bruder des Politikers Konrad zu Hohenlohe-Schillingsfürst. Ein anderer Bruder seines Vaters war der Kurienkardinal Gustav Adolf Prinz zu Hohenlohe-Schillingsfürst.

## Leben
Er absolvierte das Schottengymnasium in Wien und danach das Einjährig-Freiwilligenjahr beim Brünner Dragonerregiment Großherzog von Mecklenburg-Schwerin Nr. 6. Danach studierte er an der Rechts- und Staatswissenschaftlichen Fakultät der Universität Wien. 1888 erhielt er den Titel eines k. u. k. Kämmerers und trat in den Staatsdienst.
1896 verließ er den Staatsdienst, um Benediktiner zu werden. Er trat in die Abtei Seckau ein und empfing 1898 die Priesterweihe. Nach Studien an der Universität Löwen wurde er 1907 Professor für Römisches Recht und Rechtsphilosophie an der Benediktinerhochschule Sant’Anselmo in Rom. Von 1918 bis 1934 war er Professor für Kirchenrecht an der Universität Wien.

## Schriften
- Friedrich Karl Schönborn, Bischof von Bamberg (1674–1746). 1906
- Gründe der Schadensersatzpflicht in Recht und Moral. 1914
- Beiträge zum Einfluß des kanonischen Rechts auf Strafrecht und Prozeßrecht. 1918
- Das Prozeßrecht des Codex Iuris Canonici. 1921
- Papstrecht und weltliches Recht. 1925
- Das Kirchenrecht der Lex Bajuvariorum. 1932
- Der Ständestaat vom Standpunkte der christlichen Rechtsphilosophie. 1933
- Ursprung und Zweck der Collatio legum Mosaicarum et Romanarum. 1935
- Einfluß des Christentums auf das Corpus Iuris Civilis. 1937